# Dansk Melodi Grand Prix 2018
A 2018-as Dansk Melodi Grand Prix egy dán zenei verseny, melynek keretén belül a közönség és a zsűri kiválasztották, hogy ki képviselje Dániát a 2018-as Eurovíziós Dalfesztiválon, Lisszabonban. A 2018-as Dansk Melodi Grand Prix lesz az negyvennyolcadik dán nemzeti döntő.
Az élő műsorsorozatba ezúttal is tíz dal versenyzett az Eurovíziós Dalfesztiválra való kijutásért. A sorozat ismét egyfordulós volt; csak egy döntőt rendeznek, 2018. február 10-én, ahol a közönség és a zsűri döntött.
A verseny győztese Rasmussen lett, aki Higher Ground című dalával képviselte az országot Lisszabonban. A vikingekből álló dán csapat végül 9. helyen végzett 226 ponttal a döntőben, így 2013-as győzelmük óta a legjobb eredményüket érték el a dalfesztiválon.

## Helyszín
Immáron hatodjára rendezte Aalborg a versenyt, valamint ötödjére adott otthont a Gigantium a versenynek. Legutoljára 2015-ben rendezte ugyanez a helyszín a versenyt, amikor Anti Social Media nyerte a versenyt The Way You Are című dalával. A csapat végül 13. helyen végzett az elődöntőben.
| Dánia Aalborg |

## Résztvevők
2017. július 1-én jelentette be a DR, hogy 2018-ban is megrendezik a dán eurovíziós nemzeti döntőt. A nevezési határidő 2017. szeptember 15. volt. A döntőbe került dalokat 2018. január 22-én hozták nyilvánosra.
| Előadó             | Dal                      | Zene / Szöveg                                                                          |
| ------------------ | ------------------------ | -------------------------------------------------------------------------------------- |
| Ditte Marie        | Riot                     | Theis Andersen, Lise Cabble, Chris Wahle                                               |
| Anna Ritsmar       | Starlight                | Lise Cabble                                                                            |
| Rasmussen          | Higher Ground            | Niclas Arn, Karl Eurén                                                                 |
| Sannie             | Boys on Girls            | Sannie Charlotte Carlson, Dominico Canu, James Reeves                                  |
| Sandra             | Angels to My Battlefield | Chief 1, Ronny Vidar Svendsen, Anne Judith Stokke Wik, Nermin Harambasic, Sandra Hilal |
| Lasse Meling       | Unfound                  | Lasse Olsen Meling, Kim Nowak-Zorde, TheArrangement                                    |
| CARLSEN            | Standing Up for Love     | Dave Rude, Thomas Thörnholm, Michael Clauss                                            |
| KARUI              | Signals                  | Annelie Karui Saemala, Jeanette Bonde, Daniel Fält, Jonas Halager                      |
| Rikke Ganer-Tolsøe | Holder fast i ingenting  | Clara Sofie Fabricius, Rune Braager, Andrea Emilie Fredslund Nørgaard                  |
| Albin Fredy        | Music for the Road       | Rune Braager, O. Antonio, John Garrison                                                |

## Döntő
A döntőt február 10-én rendezte a DR tíz előadó részvételével Aalborgban, a Gigantiumban. A végeredményt a nézők és a szakmai zsűrik szavazatai alakították ki. Első körben a szavazatok alapján első három helyen végzett előadót kihirdették, majd nekik újra elő kellett adniuk produkciójukat. A produkciók közben újraindították a szavazást, majd mindegyik dal elhangzása után lezárták és a közönség, illetve a szakmai zsűri pontjait összeadták és százalékos arányban kihírdették, így alakult ki a végső sorrend.
| #  | Előadó             | Dal                      | Szerző(k)                                                                              | Helyezés     |
| -- | ------------------ | ------------------------ | -------------------------------------------------------------------------------------- | ------------ |
| 01 | Ditte Marie        | Riot                     | Theis Andersen, Lise Cabble, Chris Wahle                                               | Kiesett      |
| 02 | Anna Ritsmar       | Starlight                | Lise Cabble                                                                            | Továbbjutott |
| 03 | Rasmussen          | Higher Ground            | Niclas Arn, Karl Eurén                                                                 | Továbbjutott |
| 04 | Sannie             | Boys on Girls            | Sannie Charlotte Carlson, Dominico Canu, James Reeves                                  | Kiesett      |
| 05 | Sandra             | Angels to My Battlefield | Chief 1, Ronny Vidar Svendsen, Anne Judith Stokke Wik, Nermin Harambasic, Sandra Hilal | Kiesett      |
| 06 | Lasse Meling       | Unfound                  | Lasse Olsen Meling, Kim Nowak-Zorde, TheArrangement                                    | Kiesett      |
| 07 | CARLSEN            | Standing Up for Love     | Dave Rude, Thomas Thörnholm, Michael Clauss                                            | Kiesett      |
| 08 | KARUI              | Signals                  | Annelie Karui Saemala, Jeanette Bonde, Daniel Fält, Jonas Halager                      | Kiesett      |
| 09 | Rikke Ganer-Tolsøe | Holder fast i ingenting  | Clara Sofie Fabricius, Rune Braager, Andrea Emilie Fredslund Nørgaard                  | Kiesett      |
| 10 | Albin Fredy        | Music for the Road       | Rune Braager, O. Antonio, John Garrison                                                | Továbbjutott |

### Galéria

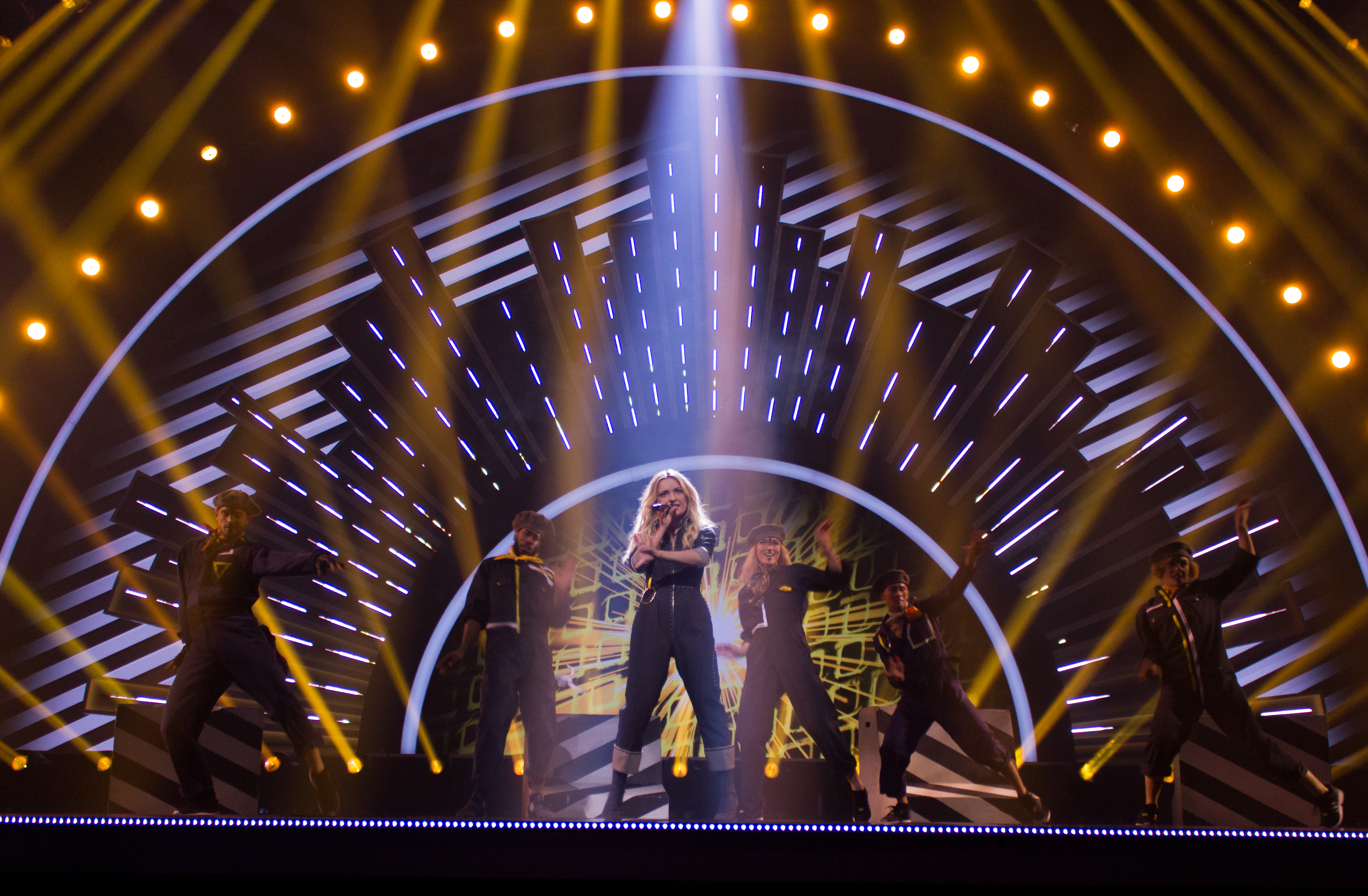
Ditte Marie
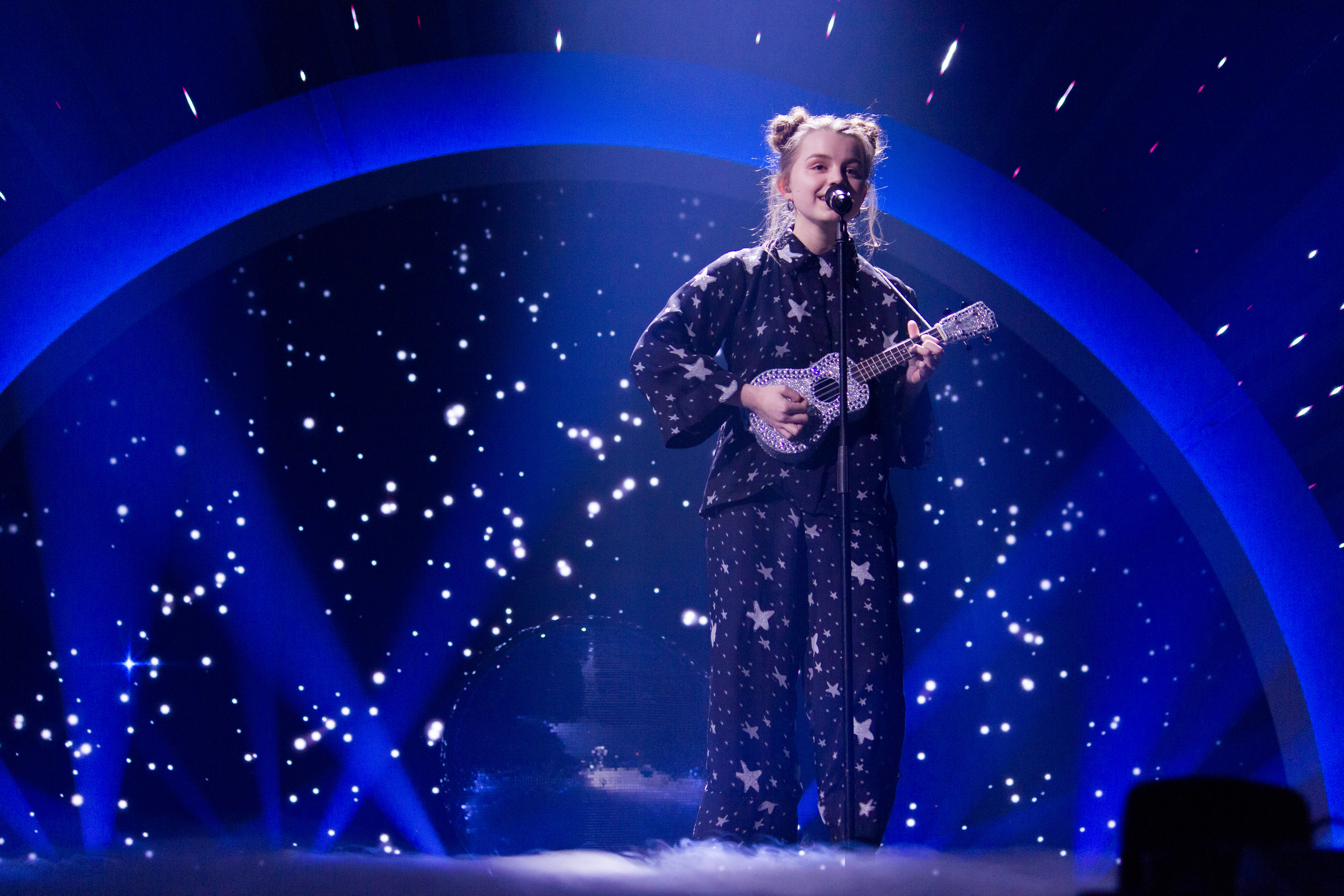
Anna Ritsmar
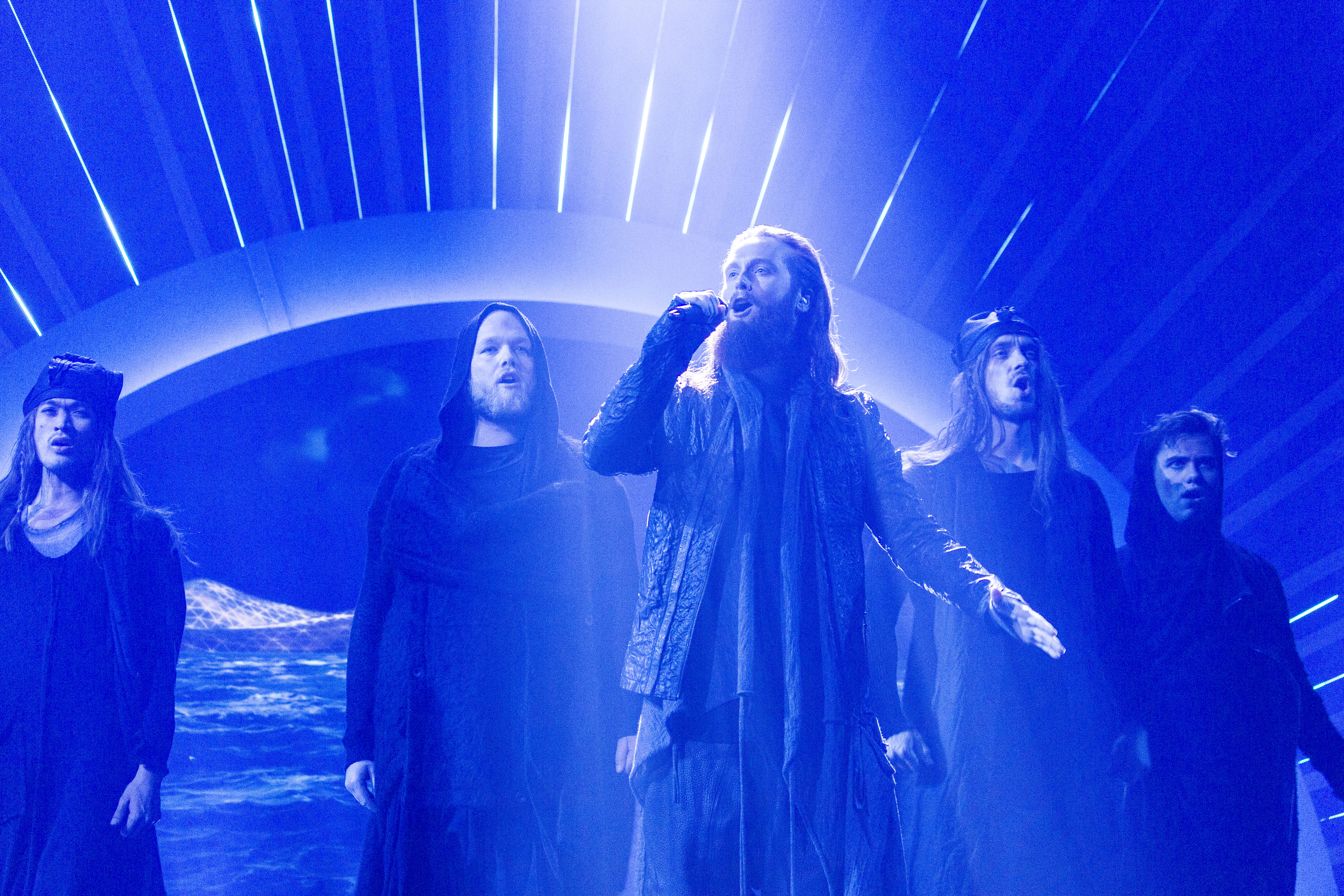
Rasmussen
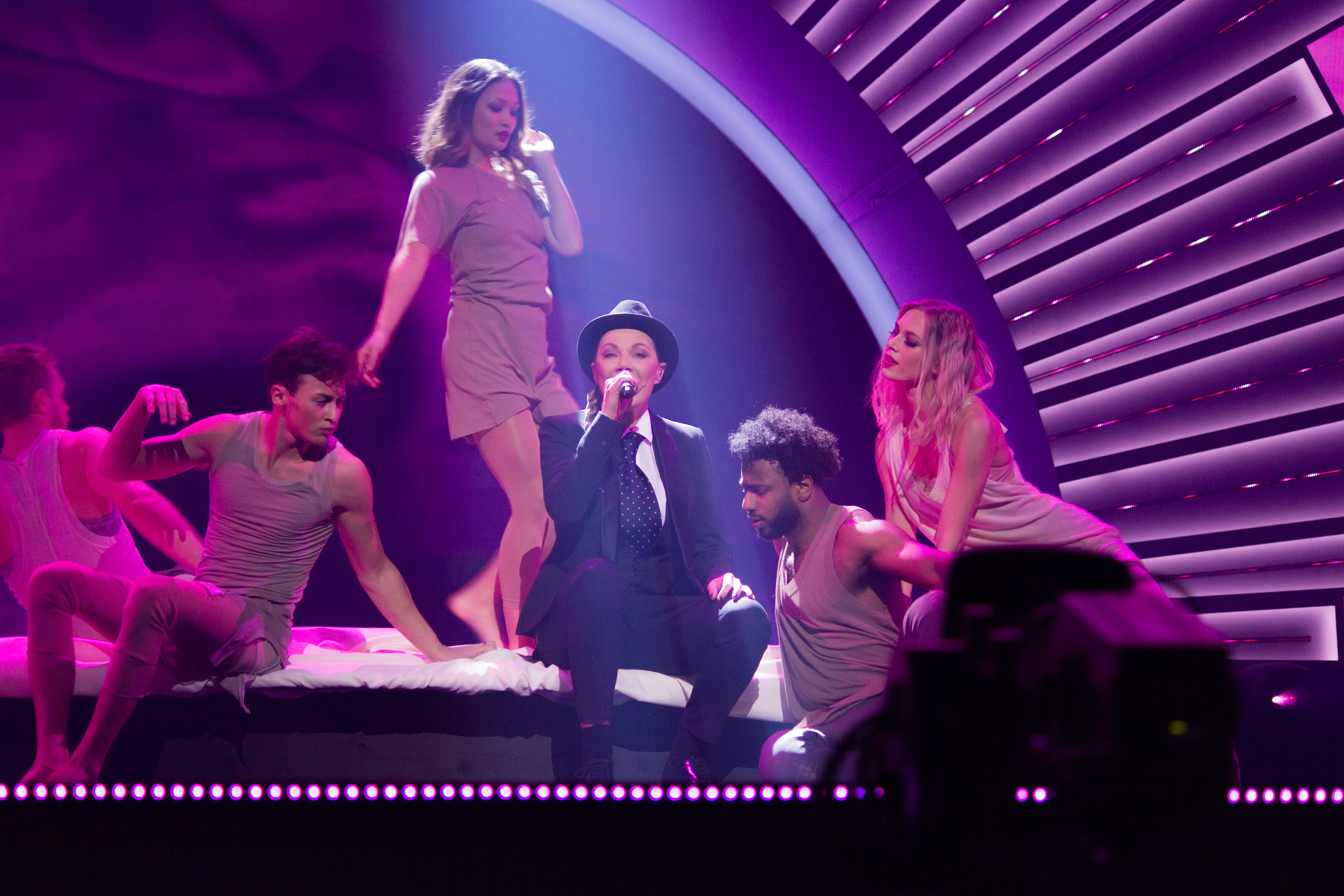
Sannie
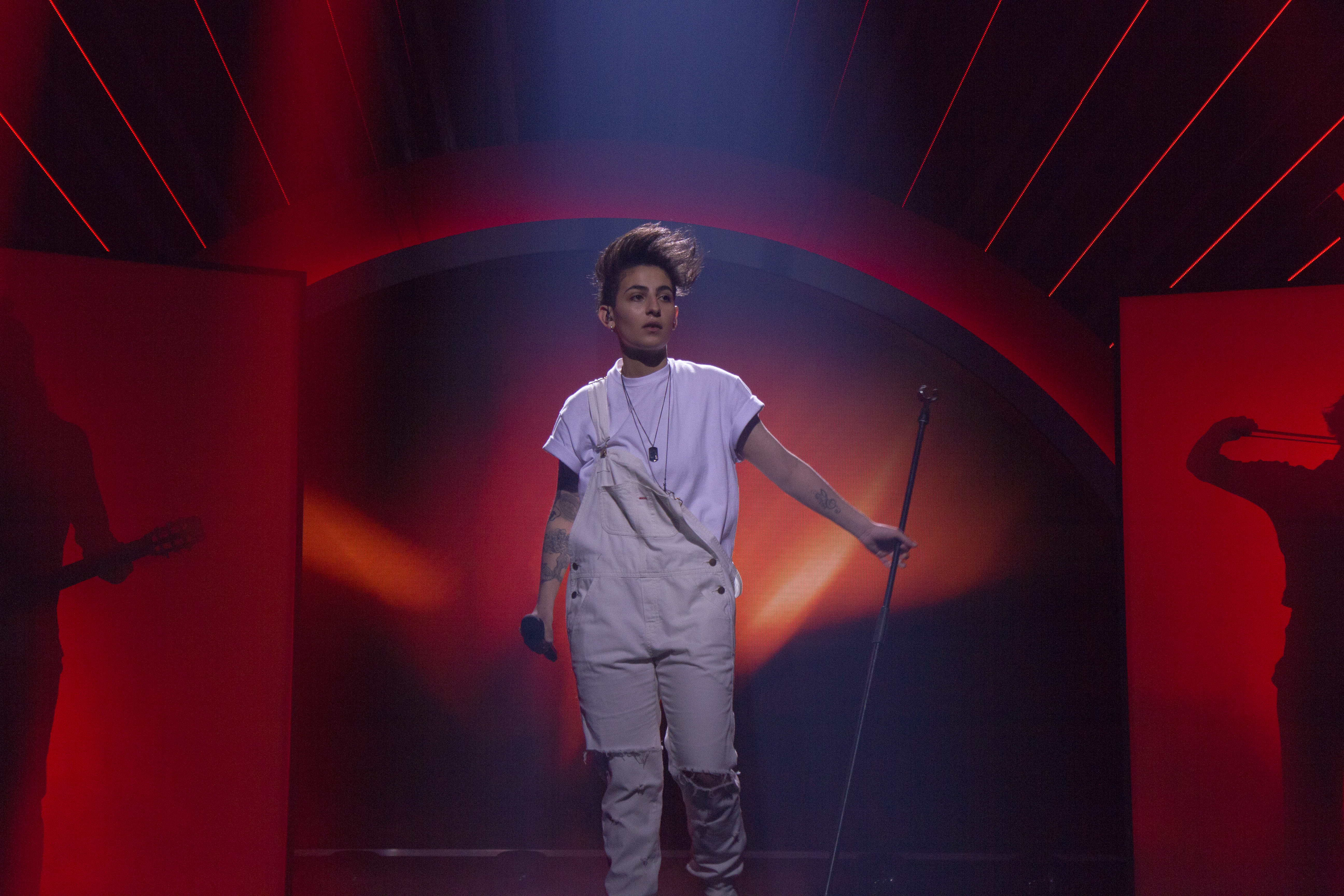
Sandra

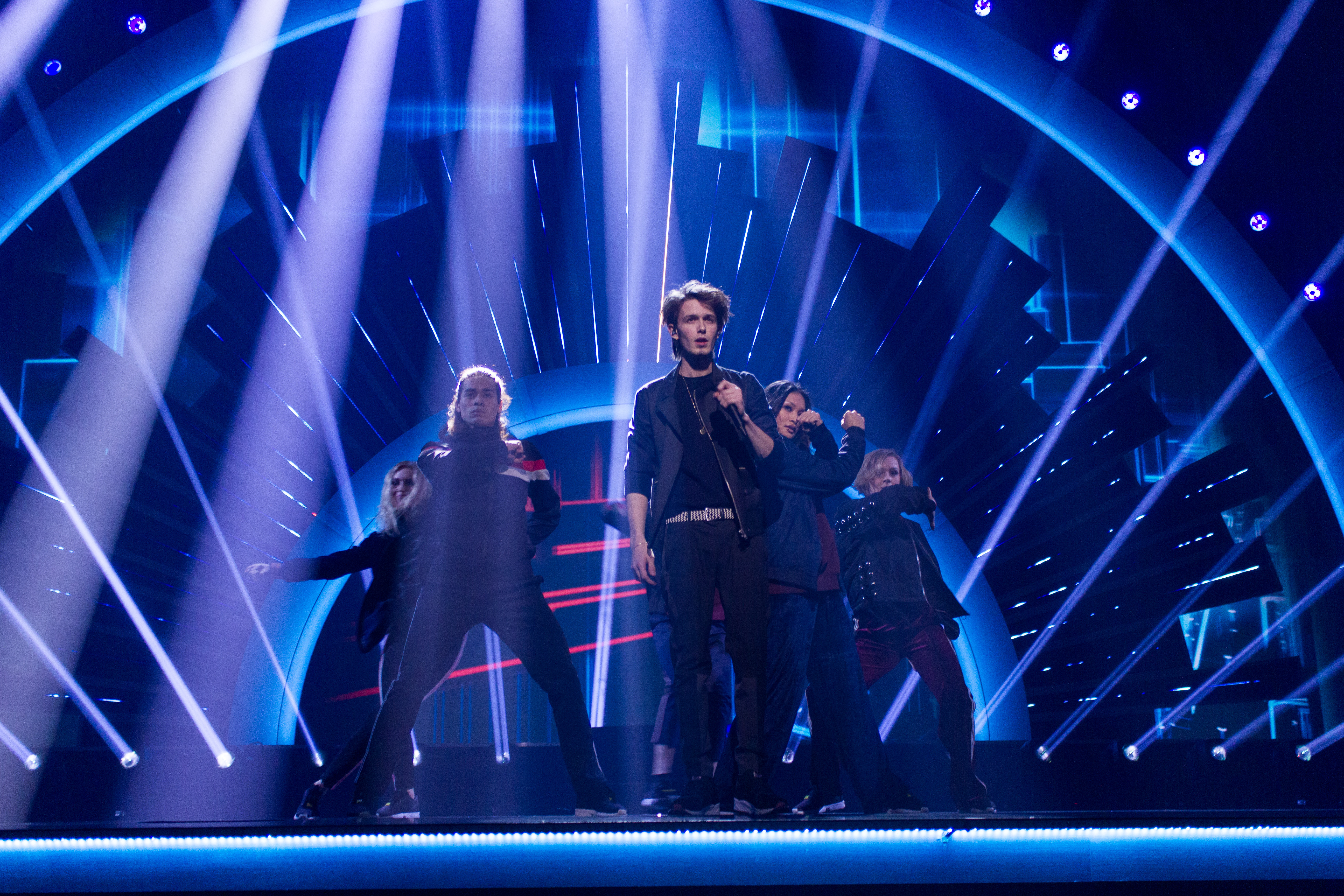
Lasse Meling
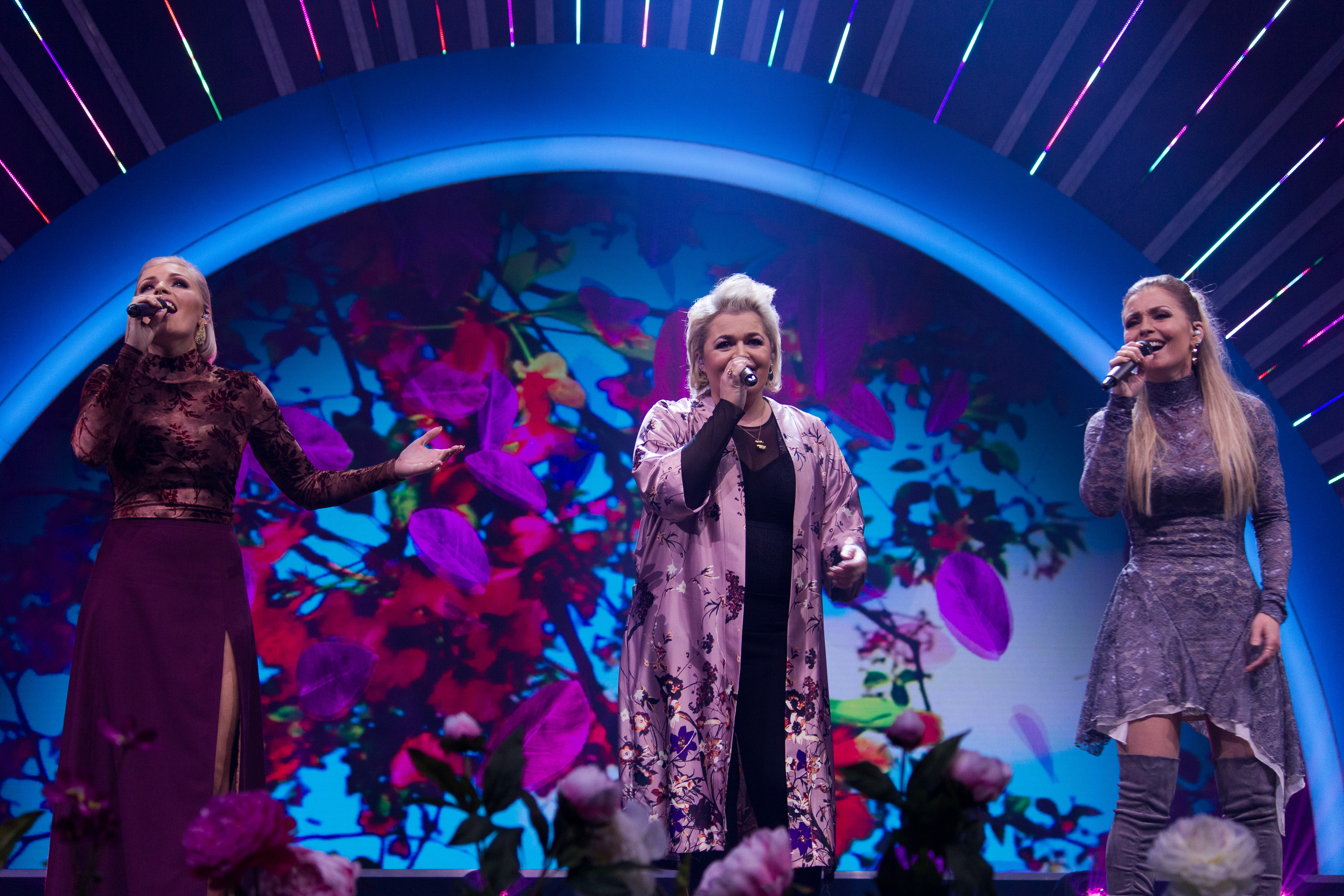
CARLSEN
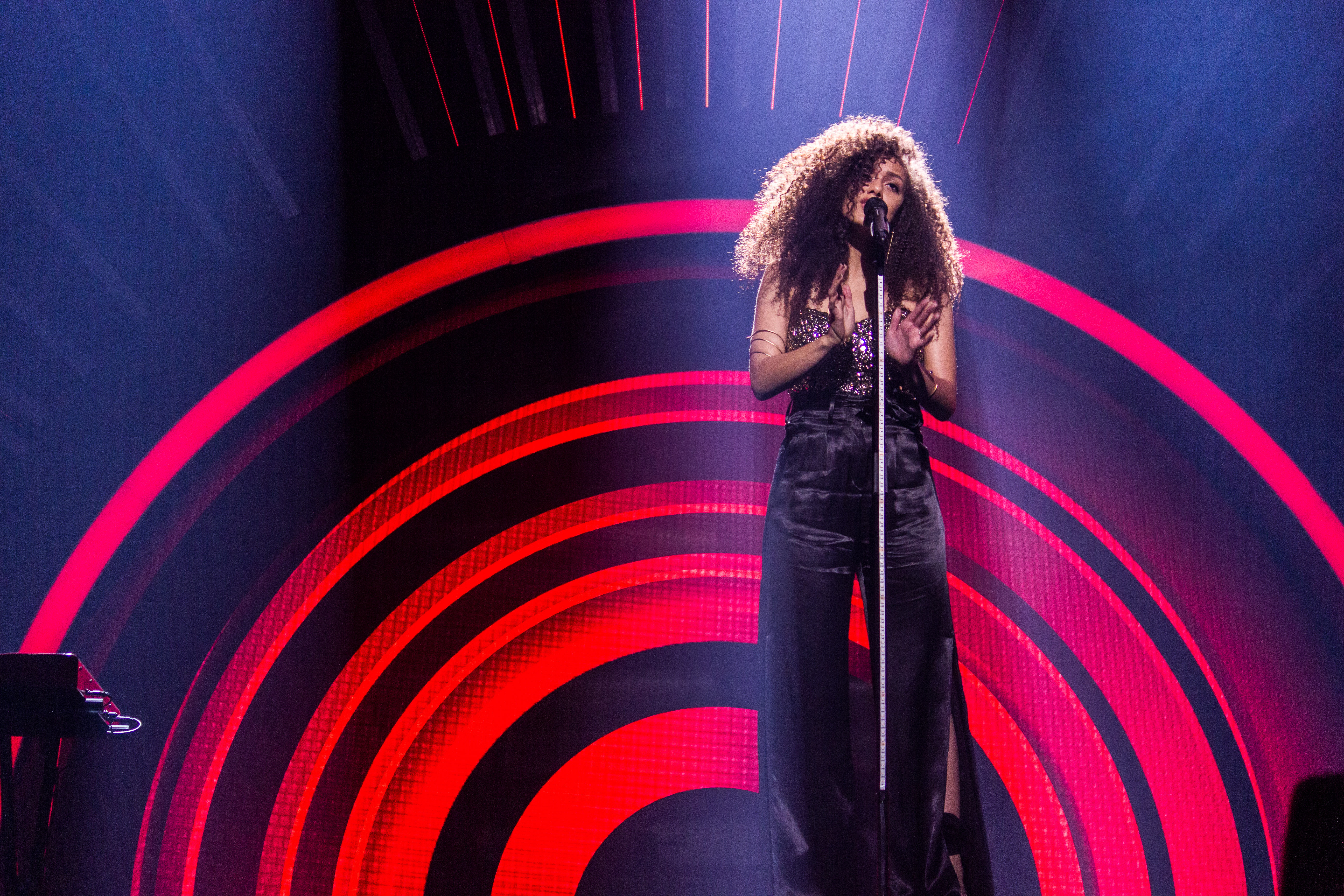
KARUI
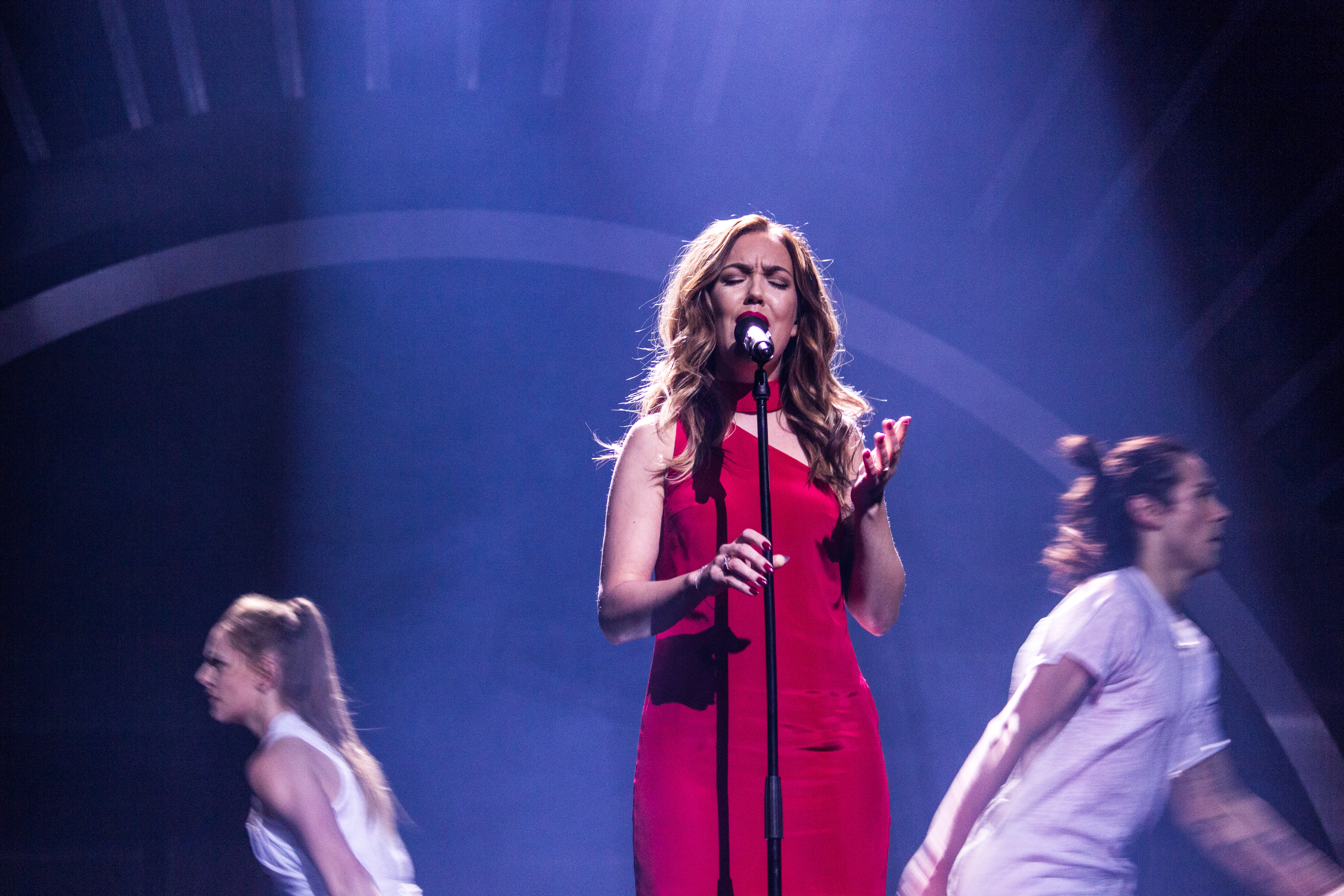
Rikke Ganer-Tolsøe
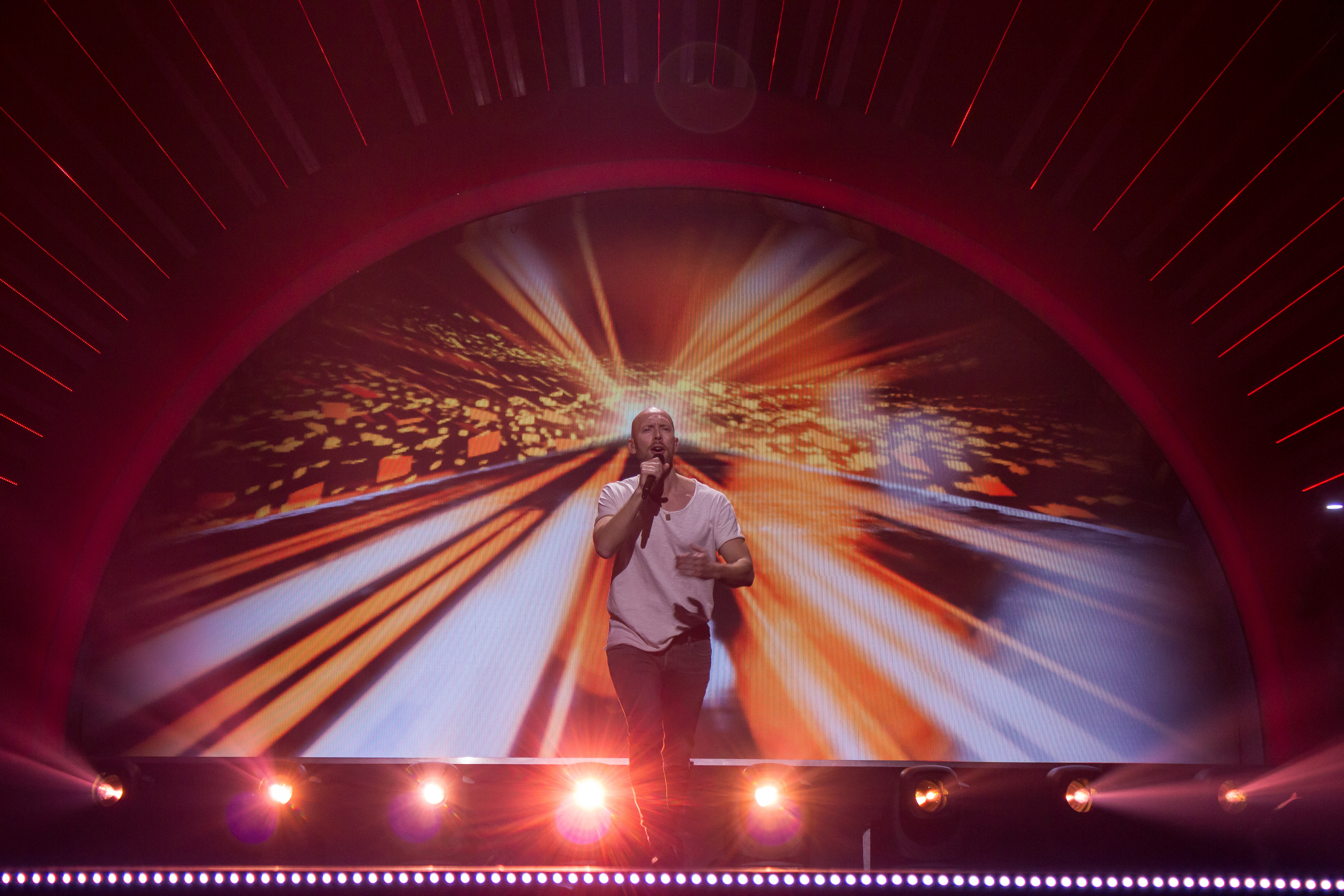
Albin Fredy

## Szuperdöntő

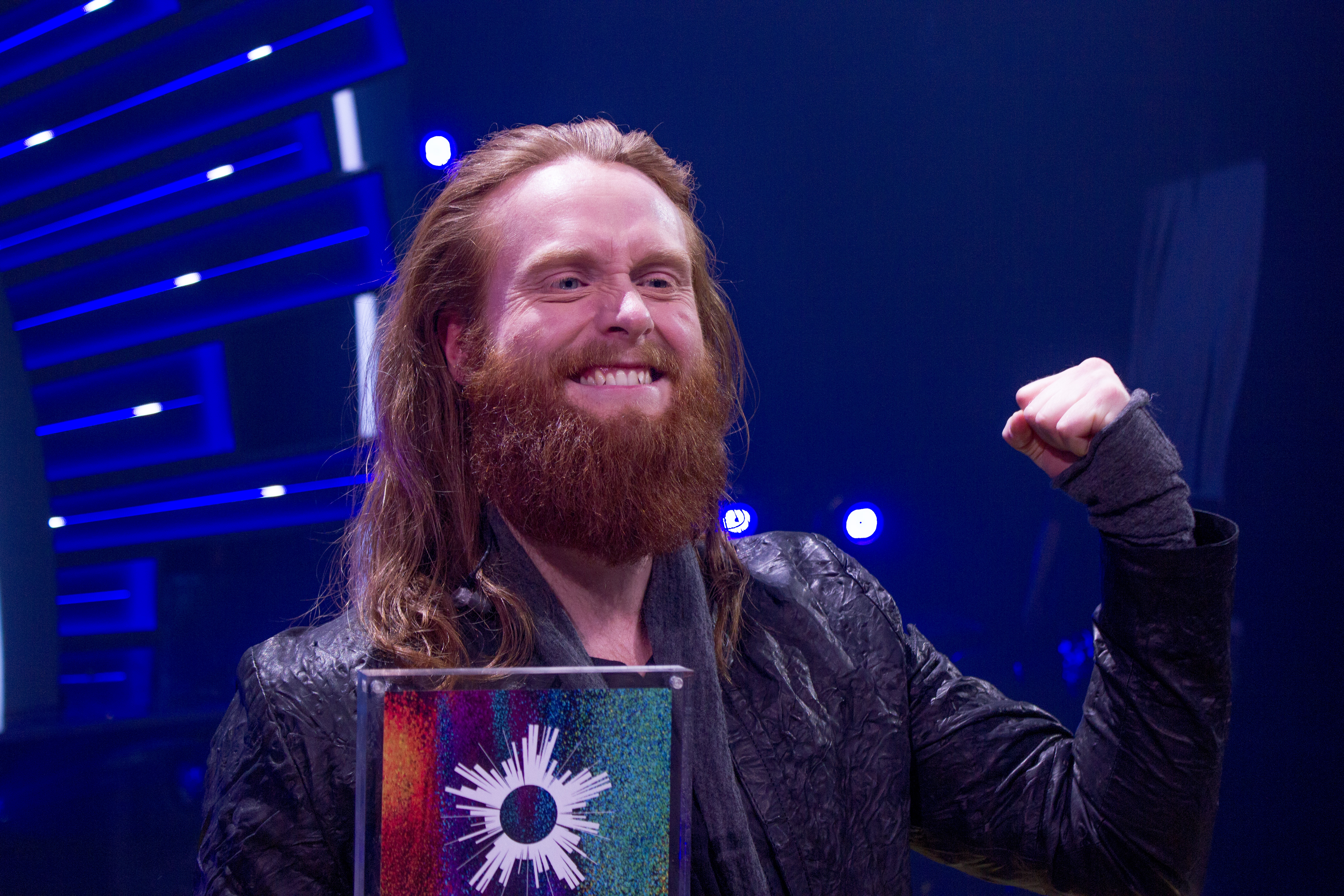
Rasmussen, A 2018-as Dansk Melodi Grand Prix győztese

| #  | Előadó       | Dal                | Zsűri | Nézők | Összesen | Helyezés |
| -- | ------------ | ------------------ | ----- | ----- | -------- | -------- |
| 01 | Anna Ritsmar | Starlight          | 13.3% | 18%   | 31.3%    | 2        |
| 02 | Rasmussen    | Higher Ground      | 30%   | 20.1% | 50.1%    | 1        |
| 03 | Albin Fredy  | Music for the Road | 6.7%  | 11.9% | 18.6%    | 3        |

## Az Eurovíziós Dalfesztiválon
Dániának 2018-ban is rész kell vennie az elődöntőben. 2018. január 29-én kisorsolták az elődöntők felosztását, a dán előadó a második elődöntő ötödik dalaként lépett a színpadra. Dánia a 18 fős elődöntőben az 5. helyen végzett, így 2015 után legjobb elődöntős eredményüket szerezték meg. A dal a döntőben 15.-ként hangzott el. A zsűrinél 38 ponttal 20. lett, a közönségnél 188 ponttal az 5. helyen végzett, így az összesített ranglistán a 9. helyet érte el, összesítve 226 ponttal.

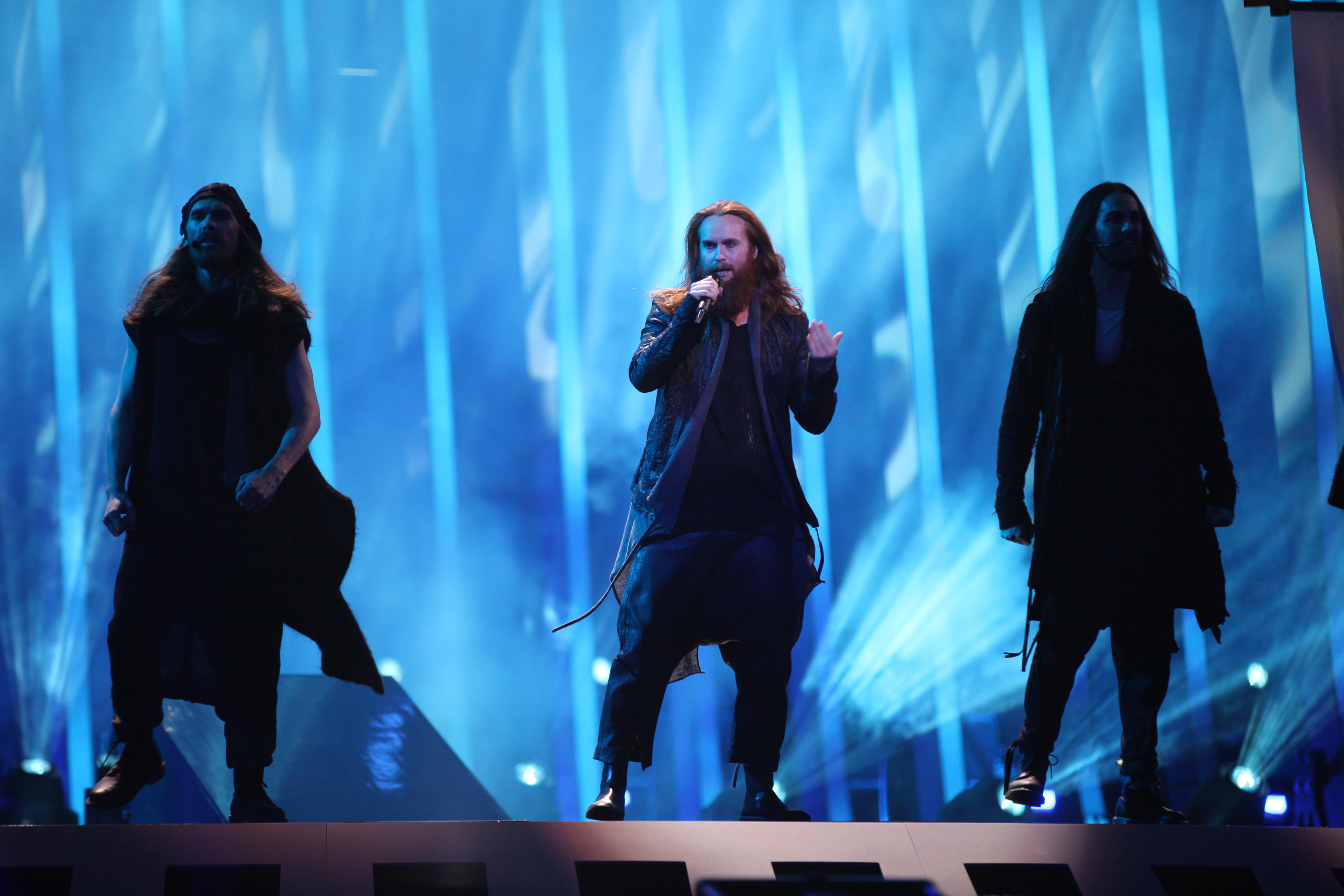
Rasmussen az elődöntő egyik próbáján

### Kapott pontok az elődöntőben[4]
|          | Norvégia | Románia | Szerbia | San Marino | Oroszország | Moldova | Hollandia | Ausztrália | Grúzia | Lengyelország | Málta | Magyarország | Lettország | Svédország | Montenegró | Szlovénia | Ukrajna | Franciaország | Németország | Olaszország | Összesen | Helyezés |
| -------- | -------- | ------- | ------- | ---------- | ----------- | ------- | --------- | ---------- | ------ | ------------- | ----- | ------------ | ---------- | ---------- | ---------- | --------- | ------- | ------------- | ----------- | ----------- | -------- | -------- |
| Zsűri    | 0        | 0       | 5       | 0          | 0           | 1       | 0         | 6          | 0      | 0             | 8     | 5            | 0          | 0          | 1          | 0         | 4       | 0             | 0           | 10          | 40       | 12.      |
| Közönség | 12       | 8       | 4       | 12         | 7           | 4       | 12        | 12         | 3      | 8             | 8     | 12           | 7          | 12         | 3          | 8         | 10      | 5             | 10          | 7           | 164      | 1.       |
| Összesen | 12       | 8       | 9       | 12         | 7           | 5       | 12        | 18         | 3      | 8             | 16    | 17           | 7          | 12         | 4          | 8         | 14      | 5             | 10          | 17          | 204      | 5.       |

### Kapott pontok a döntőben[5]
Az országok a szavazás sorrendje szerint vannak rendezve.
|          | Ukrajna | Azerbajdzsán | Fehéroroszország | San Marino | Hollandia | Macedónia | Málta | Grúzia | Spanyolország | Ausztria | Egyesült Királyság | Svédország | Lettország | Albánia | Horvátország | Írország | Románia | Csehország | Izland | Moldova | Belgium | Norvégia | Franciaország | Olaszország | Ausztrália | Észtország | Szerbia | Ciprus | Örményország | Bulgária | Görögország | Magyarország | Montenegró | Németország | Finnország | Oroszország | Svájc | Izrael | Lengyelország | Litvánia | Szlovénia | Portugália | Összesen | Helyezés |
| -------- | ------- | ------------ | ---------------- | ---------- | --------- | --------- | ----- | ------ | ------------- | -------- | ------------------ | ---------- | ---------- | ------- | ------------ | -------- | ------- | ---------- | ------ | ------- | ------- | -------- | ------------- | ----------- | ---------- | ---------- | ------- | ------ | ------------ | -------- | ----------- | ------------ | ---------- | ----------- | ---------- | ----------- | ----- | ------ | ------------- | -------- | --------- | ---------- | -------- | -------- |
| Zsűri    | 3       | 0            | 3                | 0          | 0         | 0         | 0     | 1      | 0             | 0        | 0                  | 0          | 0          | 0       | 0            | 0        | 0       | 0          | 0      | 0       | 0       | 0        | 0             | 8           | 0          | 0          | 0       | 0      | 0            | 0        | 0           | 12           | 6          | 0           | 3          | 0           | 0     | 2      | 0             | 0        | 0         | 0          | 38       | 20.      |
| Közönség | 8       | 0            | 7                | 6          | 8         | 0         | 2     | 2      | 0             | 5        | 2                  | 12         | 5          | 0       | 2            | 2        | 2       | 7          | 12     | 0       | 5       | 10       | 2             | 4           | 10         | 8          | 4       | 8      | 0            | 0        | 0           | 12           | 0          | 3           | 10         | 7           | 2     | 4      | 6             | 10       | 7         | 2          | 188      | 5.       |
| Összesen | 11      | 0            | 10               | 6          | 8         | 0         | 2     | 3      | 0             | 5        | 2                  | 12         | 5          | 0       | 2            | 2        | 2       | 7          | 12     | 0       | 5       | 10       | 2             | 12          | 10         | 8          | 4       | 8      | 0            | 0        | 0           | 24           | 6          | 3           | 13         | 7           | 2     | 6      | 6             | 10       | 7         | 2          | 226      | 9.       |